# Vicia pyrenaica
Vicia pyrenaica es una especie de género Vicia. 

## Descripción
Hierba perenne, con rizoma estolonífero ramificado y turiones con hojas escuamiformes, trepadora, glabra o con pelos de 0,2 mm, esparcidos y erectos. Tallos aéreos hasta de 60 cm, ascendentes o procumbentes, angulosos. Hojas de 12-37 mm, pecioladas o subsentadas, con (2)3-7 pares de folíolos, mucronadaso terminadas en zarcillo simple o una vez ramificado; estípulas 2-3,5 x 0,7-2 mm, lanceoladas, agudas, semihastadas o trilobadas, con el borde entero oirregularmente dentado en la parte inferior, con un nectario purpúreo en la caraabaxial; folíolos 3-16(21) x 2-8 mm, generalmente obcordiformes o elípticos,rara vez oblongo-elípticos o lineares, emarginados, subagudos o acuminados,mucronados o caudados, con nerviación pinnado-reticulada. Inflorescencias sentadas o cortamente pedunculadas, reducidas a 1-2 flores; pedúnculo de hasta de 0,35 cm; pedicelos 1-2,5 mm. Cáliz 8-12 mm, actinomorfo, subcilíndrico, conbase simétrica y boca recta o ligeramente oblicua, asimétrico en la base, pubérulo;tubo 6-8,5 mm, con 10 nervios; lóbulos 2-4 mm, subiguales entre sí,1/4-2/3 de la longitud del cáliz, triangulares, agudos. Pétalos purpúreos, de unazul violeta o de un amarillento-pardusco en la desecación; estandarte 17-26 x 12,5-19 mm obovado-espatulado, emarginado, mucronado, con la láminanetamente más larga que la uña, patente; alas 16-24 x 5-8, con la lámina más larga que la uña; quilla 12-15 x 3-4, recta, apiculada, con la lámina más cortaque la uña. Androceo con tubo estaminal oblicuo en el extremo; anteras 0,6-0,7 mm, oblongas. Ovario glabro; estilo deprimido, con un mechón de pelos en la cara carinal. Fruto 33-43 x 5-6(7) mm, oblongo, comprimido, sentado, glabro, con (3)5-8 semillas. Semillas 3-4 mm, elipsoidales, ligeramente comprimidas,lisas, pardo-rojizas; hilo 2-3 mm, 1/4-1/5 del contorno de la semilla. Tiene un número de cromosomas de 2n = 14.

## Distribución y hábitat
Se encuentra en los márgenes de arroyos, prados húmedos y herbazales megafórbicos; a una altitud de 750-2400 metros en Europa, desde la península ibérica y Gran Bretaña, al S de Fenoscandia, Países Bálticos, Polonia, Cárpatos, Balcanes y N de Italia; como introducida, en el NE de Norteamérica, SE de Canadá y en el SW de Australia. En la península ibérica: sistema pirenaico-cantábrico, N del Sistema Ibérico –sierras de la Demanda, de Urbión, Cebollera y alrededores– y E del Sistema Central –desde Somosierra hasta la Sierra de Ayllón.

## Taxonomía
Vicia pyrenaica fue descrita por Pierre André Pourret y publicado en Mem. Acad. Sci. Toulouse 3: 333. 1788.
Citología
Número de cromosomas de Vicia pyrenaica (Fam. Leguminosae) y táxones infraespecíficos: 2n=14
Etimología
Vicia: nombre genérico que deriva del griego bíkion, bíkos, latinizado vicia, vicium = la veza o arveja (Vicia sativa L., principalmente).
pyrenaica: epíteto geográfico que alude a su localización en los Pirineos.
Sinonimia:
- Vicia oiana Honda
- Vicia oreophila Zertova
- Vicia variabilis Grossh.[7]

## Nombre común
- Castellano: arveja de los Pirineos, veza del Pirineo.[8]